# Тиц, Антон Фердинанд
Антон Фердинанд Тиц (нем. Anton Ferdinand Tietz, Dietz; 1742? 1756?, Нюрнберг — 1810, Санкт-Петербург) — австрийский и русский композитор, скрипач, исполнитель на виоль д’амур.

## Биография
Сын трубача и альтиста Антона Тица, который с 1752 года работал в Батурине и Глухове в капелле графа Кириллы Григорьевича Разумовского. В 1755 году старший Тиц переехал в Санкт-Петербург и начал работать в Придворном оркестре. По словам Якоба Штейлина он был богемец,  по документам Придворного Оркестра «цесарской нации».
Выступления младшего Тица в Вене в  1762 г. не подтверждены документами, равно как и то, что  "В 1771 году по приглашению директора Императорских театров П. А. Соймонова переехал в Санкт-Петербург".
Говоря о младшем Тице, Штелин замечает , что "...этот превосходный музыкант во время своей поездки и пребывания в Италии получал ежегодное содержание от Двора", и что Тиц пробыл в Вене 6 лет (т.е. до с 1775 до 1781 гг.). Это подтверждается данными о пересечении Тицем границы по пути из Вены в Санкт-Петербург в ноябре 1781 года. Вероятно, Тиц учился у Й.Гайдна, как значится на титульном листе парижского издания его квартетов ор 1.
Уже в Великий Пост 1782 года Тиц сыграл успешный концерт на скрипке и виоль д'амур  "...в новом театре возле императорского Летнего Сада, после того, как он прежде несколько раз играл у Её величества при дворе".
Тиц около сорока лет (с небольшими перерывами) работал скрипачом Первого придворного оркестра и камер-музыкантом.  Участвовал в камерных концертах при дворе (Эрмитаж, Царское Село), выступая в ансамбле как с ведущими профессиональными музыкантами (Эрнест Ванжура, Жан Батист Кардон, Иоганн Йозеф Бер и др.), так и с высокородными дилетантами. Благодаря Тицу, полагает современный специалист, при русском императорском дворе впервые зазвучали квартеты Гайдна и Моцарта. По поручению Екатерины Второй Тиц обучал игре на скрипке великого князя Александра Павловича.
В 1797 году Тиц внезапно на некоторое время потерял дар речи (по другим сведениям — дал обет молчания), продолжая, тем не менее, выступления на публике. По этому случаю И. И. Дмитриев посвятил Тицу стихотворение «Экспромт»:

Что слышу, Диц! Смычок, тобой одушевленный,
Поет и говорит, и движет все сердца!
О, сын гармонии, достоин ты венца
И можешь презирать язык обыкновенный!

В дальнейшем в поведении Тица усиливалась доля безумия, однако он продолжал концертировать. 18-летний Людвиг Шпор, посетивший Петербург в 1802 году, характеризовал исполнительскую и композиторскую манеру Тица как устаревшую, однако самого музыканта счёл гениальным.

## Сочинения
К основным сочинениям Тица относятся, прежде всего, отличающийся исключительной виртуозностью Дуэт для скрипки и виолончели, Симфония C-dur, Концерт для скрипки с оркестром, а также квартеты, квинтеты, сонаты. В некоторых сочинениях Тица прослеживаются мотивы русского музыкального фольклора. 
Самый полный список произведений композитора охватывает почти все основные жанры эпохи классицизма:
Для оркестра:
Симфония C-dur (а также предположительно ещё 2 в рукописях)
Для скрипки с оркестром:
5 скрипичных концертов (B (?) , D (?), Es, Es, A ; до 1781, все в рукописях)
Камерная музыка для струнных:
6 квинтетов для двух скрипок, двух альтов и виолончели (С, d, Es, F, A, B; до 1781, все в рукописях)
12 квартетов для двух скрипок, альта и виолончели, среди которых:
6 квартетов ор.1 посв. Голицыну (C,G,A,C,d, c/C; 1780, Вена)
3 квартета посв. Александру Первому (G, B, a; после 1801, СПБ)
3 квартета посв. Теплову (C, Es, B; после 1801, СПБ)
6 сонат для скрипки и баса (f, d, A, B, C, A )  среди которых 4 изд. и 2  в рукописях.
1 дуэт для скрипки и виолончели (C; ор.2, изд. не обнаружено, изв. по рукописным копиям)
8 дуэтов для двух скрипок среди которых:
3 дуэта , посв. De Fries (1780, Вена)
2 дуэта (в рукописях)
Fandango (рукопись)
1 вариации на тему Далейрака (Изд. СПБ, после 1800)
Камерная музыка с участием  клавира:
3 сонаты для фортепиано с аккомпанементом скрипки ор.1,2,3 (f, fis, c; изд. 1794-1796, СПБ)
Для хора a capella:
Духовный концерт "Прийдите, взыйдем на гору" (рукопись)
Для голоса с сопровождением:
Ария "Finito e il mio tormento" для сопрано с оркестром и солирующим кларнетом. 
Авторство музыки одного из вариантов романса "Стонет сизой голубочек" (под сомнением).
Транскрипции:
6 квартетов ор.1 в переложении для двух клавиров
квартет ор.1 № 5 в переложении для клавира с облигатной скрипкой графом Н.И. Салтыковым.
полонез из "Александровского" квартета № 3 для гитары соло.
Диск с основными произведениями Тица записан в 2004 г. камерным оркестром «Pratum Integrum». Высоко оценивая работу оркестра, критик Пётр Поспелов замечал:

Придворного ипохондрика Екатерины стоит знать и любить — не как отголосок европейских веяний и не как предшественника самобытных русских талантов, а как самоценную фигуру.

В 2006 году альбом квартетов Тица выпустил немецкий Квартет имени Хоффмайстера.